# 久野弘幸
久野 弘幸（くの ひろゆき、1967年 - ）は、愛知県出身の日本の教育学者。中京大学教養教育研究院教授。専門は、教育方法、カリキュラム学。学位は、博士（教育学）。

## 来歴
奈良教育大学教育学部小学校教員養成課程心理学専攻卒業。1996年愛知教育大学大学院教育学研究科修士課程修了。2000年名古屋大学大学院教育発達科学研究科教育科学専攻博士後期課程単位取得満期退学、2002年博士（教育学）。鳴門教育大学助手、愛知教育大学助手・助教授・准教授、2014年名古屋大学大学院教育発達科学研究科准教授、後に名古屋大学大学院教育発達科学研究科教授を経て、2021年から中京大学教養教育研究院教授。生活科・総合的な学習の時間を核にした学校カリキュラムの開発に関する研究、授業研究に関する研究などを行う。学習指導要領改定に関わり、中央教育審議会、初等中等教育分科会、教育課程部会、生活・総合的な学習の時間ワーキンググループの委員を務めている。

## 著作

### 単著
- 『小学校新学習指導要領ポイント総整理生活　平成29年版』東洋館出版社、2017年9月。ISBN 978-4-491-03401-0。
- 『授業をデザインする「技」 (学力が身に付く授業の「技」)』ぎょうせい、2006年5月。ISBN 978-4324078365。
- 『ヨーロッパ教育歴史と展望　ＥＵによる新しい試み“ヨーロッパ教育”を歴史と授業分析から探究』玉川大学出版部、2004年2月。ISBN 978-4-472-40304-0。

### 共著
- 『カリキュラムと学習過程』浅沼茂・奈須正裕/編著、放送大学教育振興会、2016年3月。ISBN 978-4-595-31598-5。第7章及び第8章を執筆。
- 『知識基盤社会を生き抜く子どもを育てる　コンピテンシー・ベイスの授業づくり』奈須正裕、久野弘幸、齊藤一弥/編著、ぎょうせい、2014年7月。ISBN 978-4-324-09830-1。
- 『小学校学習指導要領の解説と展開 総合的な学習編―Q&Aと授業改善のポイント・展開例』安彦忠彦/監修、奈須正裕、久野弘幸、藤本勇二/編著、教育出版、2008年8月。ISBN 978-4316802480。
- 『「活用型」学習をどう進めるか―表現力・思考力と知識活用能力をどう伸ばすか』浅沼茂/編集、教育開発研究所、2008年5月。ISBN 978-4873809960。
- 『地域カリキュラムで総合的な学習を創る―岡崎市小中60校の挑戦』西村公孝、久野弘幸、愛知県岡崎市現職研修委員会/編著、明治図書出版、2005年7月。ISBN 978-4180617586。

### 監修
- 『個性化教育30年 〜緒川小学校の現在〜』久野弘幸/監修、愛知県東浦町立緒川小学校/著、中部日本教育文化会、2008年3月。ISBN 978-4885218392。

### 翻訳
- 『教育者シラー―美と芸術による人間性の獲得』ユルゲン・シェーファー/著、舩尾日出志、舩尾恭代/監訳、久野弘幸ほか/編訳、学文社、2007年4月。ISBN 978-4762016400。
- 『子どものための教育―徹底的学校改革者同盟教育研究大会(1932年)報告『子どもの苦難と教育』より』舩尾日出志/監修、久野弘幸/編訳、舩尾恭代ほか/訳と解説、学文社、2004年3月。ISBN 978-4762012907。